# Valencia Firebats
Los Valencia Firebats (español: Murciélagos de fuego de Valencia) son un equipo de fútbol americano de la ciudad de Valencia, España. Su patrocinador actual es la empresa American District Telegraph (ADT), por lo que su denominación comercial es ADT Valencia Firebats.

## Historia
Fundado en abril de 1993 como Valencia Bats, en su primera temporada (1993-94) participan en la extinta American Football League (AFL) donde logran una meritoria quinta plaza.
En la temporada 1994-95 se unifican las diferentes competiciones en solamente una, organizada por la Asociación Española de Fútbol Americano (AEFA), a la que se incorpora Valencia Bats.
En la temporada 1997-98 tras caer en semifinales se logra la primera clasificación europea, que lamentablemente es declinada por falta de presupuesto.
El debut europeo se produce por fin en la campaña 2002, tras caer nuevamente en semifinales la temporada anterior. Valencia Firebats se enfrentaría en la Copa de la EFAF a Lazio Marines y a Badalona Dracs.
En 2005 se alcanza la final de la Copa de España ante L'Hospitalet Pioners.
El primer gran éxito del club se alcanza en la temporada 2006 al conseguir su primer campeonato en la liga nacional ante L'Hospitalet Pioners. En la final de la LNFA (Liga Nacional de Fútbol Americano) disputada en Gijón los valencianos se imponen al conjunto catalán por un marcador de 13-0. De esta manera Valencia Firebats logra también su clasificación para la máxima competición europea, la Liga Europea de Fútbol Americano, donde se enfrentará a dos de los equipos europeos más laureados: Bergamo Lions (Italia) y Tirol Raiders (Austria).
En la temporada 2007 los valencianos reeditan el título de liga con tan solo una derrota en su haber (7-1). En esta ocasión su rival en la gran final sería Badalona Dracs, que caería derrotado en su propio estadio por un marcador de 21-47. Especial atención requiere la actuación del joven Ezequiel Martí, que con cinco touchdowns y tres intercepciones sería elegido MVP del encuentro.
En cuanto a su participación europea, Valencia Firebats es derrotado en casa por Tirol Raiders (06-37) y en su visita a Italia por Bergamo Lions (41-08).
Las categoría junior del club regresa a la competición, participando en la LNFA Junior, donde tras vencer en la división centro participa en la Final Four de Granollers, donde ocuparía un meritorio cuarto lugar en el año de su debut.
La campaña 2008 trajo de nuevo grandes deportistas al club, para conseguir, una vez más, una plaza en la final de liga nacional. La cita, esta vez en Sevilla ante unos invictos Pioners de L´Hospitalet, se saldó con una derrota valenciana, con un marcador de 17 a 36 para Pioners. En competición europea, el equipo se enfrentó a Coventry Jets (UK) y Oslo Vikings (NOR).
Los juniors por su parte no lograron entrar en la final four nacional al cruzarse en su camino los Murcia Cobras, que luego serían justos campeones, pero sí se impusieron en la liga valenciana junior, como campeones territoriales.
En la temporada 2008-2009, se volvió a alcanzar la final, disputada esta vez en Valencia, ante las cámaras de la televisión por primera vez en una final de LNFA, y enfrentándose de nuevo a Badalona Dracs, el único equipo que fue capaz de derrotarles en liga regular, y esta vez el resultado fue muy diferente, al vencer los valencianos de forma clara y contundente por 29 a 10 para conseguir la tercera liga nacional.
Para la temporada 2010 ficharían a Rodrigo Pérez Ojeda, considerado el mejor querterback mexicano de la historia. Sin embargo, perderían la final de LNFA contra L’Hospitalet Pioners.

## Equipaje
Los colores representativos del club son el blanco, el amarillo y el negro distribuidos de la siguiente manera en el uniforme:
- Casco de color negro con la máscara blanca.
- Camiseta de color amarillo con números negros y bandas en las mangas de color negro y blanco. La camiseta del segundo equipaje es negra con los números amarillos y bandas amarillas y blancas en las mangas.
- Pantalón negro con una banda lateral de color amarillo.
- Medias amarillas.

## Estadio
Desde la temporada 1997-98 Valencia Firebats juegan sus encuentros locales en el Estadio Municipal Jardín del Turia, situado en el Tramo III del antiguo cauce del río Turia.